# Sven Trelling
Sven Trelling, född 1918, död 1962 i Södertälje, var en svensk målare och stadsplaneingenjör.
Trelling tänkte sig ursprungligen en karriär som konstnär men ändrade sig och utbildade sig till ingenjör och arbetade som stadsplaneingenjör i Södertälje. Vid sidan av sitt arbete var han verksam som autodidakt konstnär och medverkade i ett flertal samlingsutställningar.